# Eisenkappel-Vellach
Eisenkappel-Vellach é um município da Áustria localizado no distrito de Völkermarkt, no estado de Caríntia. O ponto mais meridional da Áustria fica no seu território.